# グアテマラシティ
ラ・ヌエバ・グアテマラ・デ・ラ・アスンシオン（西: La Nueva Guatemala de la Asunción）は、グアテマラの首都かつ最大の都市。都市圏人口は約300万人と推定され中央アメリカ最大級である。グアテマラの中央部の南にある谷に位置しており、ときに空気が濃縮され、大気汚染がおこる。

## 概要

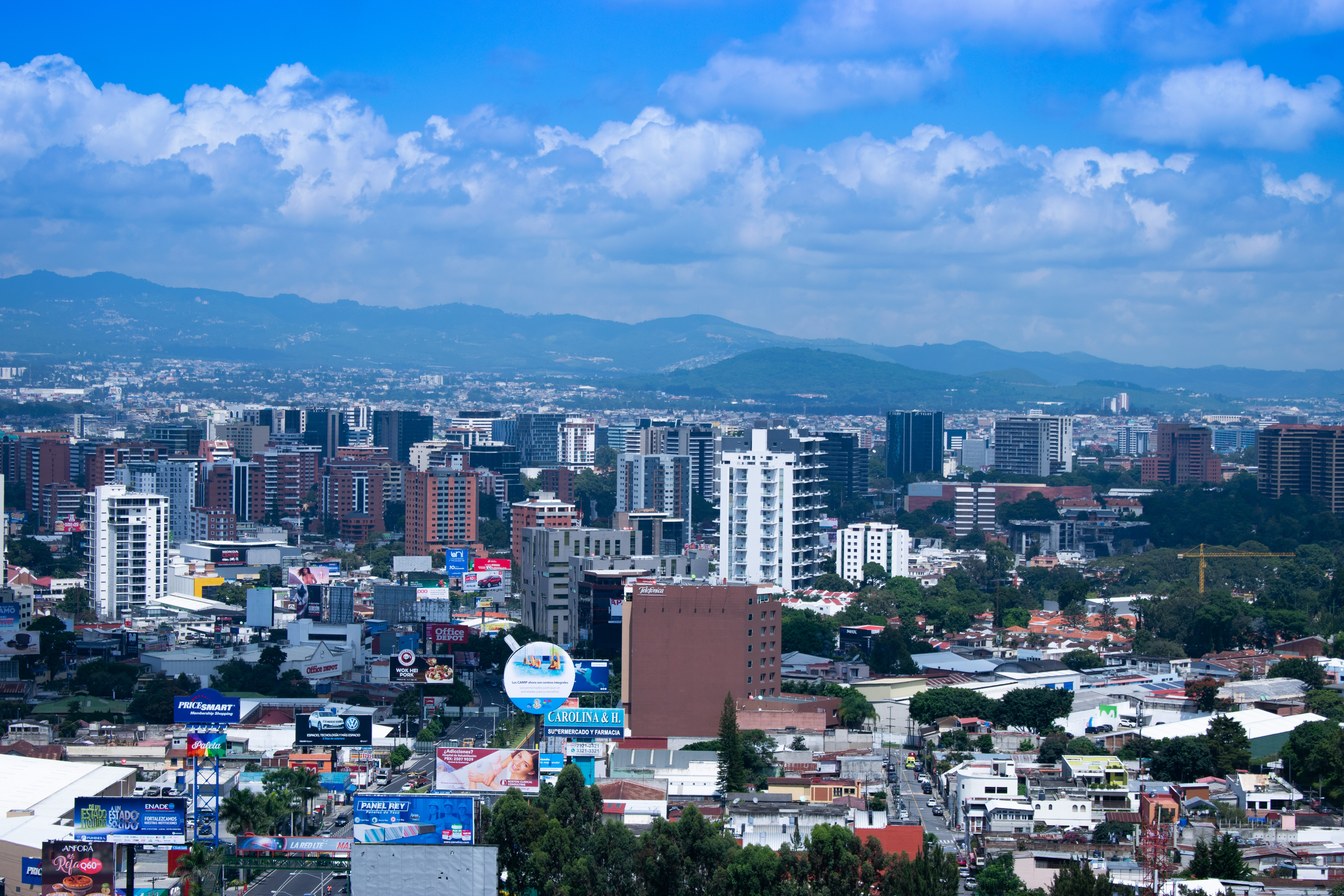
グアテマラシティ

グアテマラシティは、グアテマラの経済・政治・文化の中心であり、また中央アメリカにおける最大の都市でもある。標高約1500mの高原地帯に位置しており、緯度的に熱帯気候に区分されるグアテマラの中では1年を通じて比較的過ごしやすい気候である。市には国立考古学民族博物館 (Museo Nacional de Arqueologia y Etnologia) やポポル・ブフ博物館 (Museo Popol Vuh)、国立近代美術館 (Museo Nacional de Arte Moderno) など30を超える美術館と博物館があり、いくつかの優れた先コロンブス期のコレクションが見出される。グアテマラシティには5つの大学があり、そのなかでもサン・カルロス大学 (Universidad de San Carlos) は、アメリカ大陸で三番目に古い大学である。
グアテマラシティには旧市街と新市街の2つの地区があり、15の行政区 (Zona1-Zona15) に分けられている。旧市街地区の中心はZona1、Zona3、Zona5周辺であり、中央市場やカテドラル、国立劇場などがある。また、隣接するZona4には周辺一帯にバス会社各社の発着場が集中するバスターミナル地区があり、国内各地や周辺国への長距離バスが数多く発着している。新市街地区の中心はZona9、Zona10周辺であり、政府機関や各国大使館、高級ホテルなどがこの地区に集中している。なお、Zona10は、特に「Zona Viva」の愛称でも呼ばれている。

## 名称
都市名はスペイン語で「聖母被昇天の新グアテマラ」を意味するが、通例は単にグアテマラと呼ばれ、国名と区別する場合は「市」に相当する単語を付けてシウダ・デ・グアテマラ (Ciudad de Guatemala) とも呼ばれる。日本では英語名のグアテマラシティ（Guatemala City）と呼ばれるのが一般的である。日本国外務省において首都名の表記は「グアテマラ市」、または「グアテマラシティ」「グアテマラシティー」もしくは中黒を入れた「グアテマラ・シティ」等が用いられている。

## 歴史
現在のグアテマラシティは古代マヤ文明の大都市カミナルフュー (Kaminaljuyu) のあった場所の近郊に建設された。カミナルフュの歴史は先古典期中期の2000年前までさかのぼり、メキシコ中央高原のテオティワカンと交易をもっていたことが知られる。カミナルフュの中心部は、グアテマラシティ旧市街から少し離れたところに位置していた。1980年代から、グアテマラシティの市域は遺跡のあったところにまで拡張した。そしていくつかの場合には、遺跡の保護が市域の拡大に追いつかない場合もあった。カミナルフュの中心であった儀式が行われた場所は、現在は市中であり、公園になっている。
スペインの植民地であった時代には、グアテマラシティはエル・カルメンという名の小さな町であった。この町は1620年に創建され、小さな修道院があった。1773年に、当時のスペイン植民地政府の首都であるアンティグア・グアテマラが地震による壊滅的な被害を受けたことに伴い、1775年にスペイン植民地の中央アメリカの首都は、アンティグア・グアテマラからグアテマラシティへと遷都された。その結果市が大きく拡大することになったのである。
19世紀初頭にグアテマラ総統府が独立し、ついで中米連邦が結成されると、グアテマラシティはその第一の首都となった。中米連邦が崩壊し、グアテマラが独立した主権国家であることを宣言すると、グアテマラシティは新生グアテマラ共和国の首都となった。

## 文化
- 国家宮殿（英語版） : 1939年建造のグアテマラ政府官庁ビル。スペイン・コロニアル様式と新古典様式の混合による建築で、グアテマラ産の緑色がかった石灰岩が使用されている。内部見学ツアーがある。
- パルケ・セントラル（中央公園）: 国家宮殿前の広場。
- 大聖堂 (la Catedral) : 1917年建造のバロック様式・新古典様式の混合によるカトリック大聖堂。
- 国立考古学民族博物館 (Museo Nacional de Arqueologia y Etnologia) : マヤ文明の遺物などが納められた考古学民族学の博物館。Zona 13にある。
- 国立近代美術館 (Museo Nacional de Arte Moderno) : グアテマラ美術界の先人、ダゴベルト・バスケスや、カルロス・メリダの常設展示の他、現代美術の企画展示などがある。
- イスチェル博物館 (Museo Ixchel) : マヤ文化の伝統的織物など、衣装・衣料文化関連の博物館。
- ポポル・ブー考古学博物館 (Museo Popol Vuh de Arqueologia)
- グアテマラ鉄道博物館 (Museo del Ferrocarril de Guatemala) : 以前は主要鉄道駅であった博物館。Zona 1にある。

### 近郊
- アンティグア・グアテマラ : ユネスコの世界遺産に登録されている旧首都。

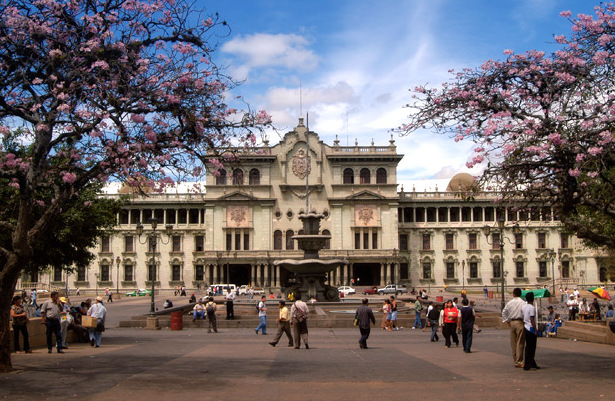
国家宮殿

## 気候
ケッペンの気候区分ではサバナ気候（Aw）に属する。
| グアテマラシティ（1990–2011年）の気候                                            | グアテマラシティ（1990–2011年）の気候 | グアテマラシティ（1990–2011年）の気候 | グアテマラシティ（1990–2011年）の気候 | グアテマラシティ（1990–2011年）の気候 | グアテマラシティ（1990–2011年）の気候 | グアテマラシティ（1990–2011年）の気候 | グアテマラシティ（1990–2011年）の気候 | グアテマラシティ（1990–2011年）の気候 | グアテマラシティ（1990–2011年）の気候 | グアテマラシティ（1990–2011年）の気候 | グアテマラシティ（1990–2011年）の気候 | グアテマラシティ（1990–2011年）の気候 | グアテマラシティ（1990–2011年）の気候 |
| 月                                                                               | 1月                                   | 2月                                   | 3月                                   | 4月                                   | 5月                                   | 6月                                   | 7月                                   | 8月                                   | 9月                                   | 10月                                  | 11月                                  | 12月                                  | 年                                    |
| -------------------------------------------------------------------------------- | ------------------------------------- | ------------------------------------- | ------------------------------------- | ------------------------------------- | ------------------------------------- | ------------------------------------- | ------------------------------------- | ------------------------------------- | ------------------------------------- | ------------------------------------- | ------------------------------------- | ------------------------------------- | ------------------------------------- |
| 最高気温記録 °C （°F）                                                           | 30.0 (86)                             | 32.1 (89.8)                           | 32.0 (89.6)                           | 33.9 (93)                             | 33.9 (93)                             | 31.2 (88.2)                           | 29.1 (84.4)                           | 30.2 (86.4)                           | 29.8 (85.6)                           | 28.6 (83.5)                           | 29.9 (85.8)                           | 28.8 (83.8)                           | 33.9 (93)                             |
| 平均最高気温 °C （°F）                                                           | 24.3 (75.7)                           | 25.8 (78.4)                           | 26.8 (80.2)                           | 27.8 (82)                             | 27.1 (80.8)                           | 25.8 (78.4)                           | 25.4 (77.7)                           | 25.5 (77.9)                           | 25.1 (77.2)                           | 24.7 (76.5)                           | 24.2 (75.6)                           | 23.9 (75)                             | 25.5 (77.9)                           |
| 平均最低気温 °C （°F）                                                           | 13.2 (55.8)                           | 13.6 (56.5)                           | 14.6 (58.3)                           | 16.0 (60.8)                           | 16.8 (62.2)                           | 16.8 (62.2)                           | 16.3 (61.3)                           | 16.5 (61.7)                           | 16.4 (61.5)                           | 16.0 (60.8)                           | 14.7 (58.5)                           | 13.7 (56.7)                           | 15.4 (59.7)                           |
| 最低気温記録 °C （°F）                                                           | 6.0 (42.8)                            | 7.8 (46)                              | 8.4 (47.1)                            | 8.6 (47.5)                            | 12.3 (54.1)                           | 11.2 (52.2)                           | 12.1 (53.8)                           | 13.5 (56.3)                           | 13.0 (55.4)                           | 11.4 (52.5)                           | 9.4 (48.9)                            | 7.6 (45.7)                            | 6.0 (42.8)                            |
| 雨量 mm （inch）                                                                 | 2.8 (0.11)                            | 5.4 (0.213)                           | 6.0 (0.236)                           | 31.0 (1.22)                           | 128.9 (5.075)                         | 271.8 (10.701)                        | 202.6 (7.976)                         | 202.7 (7.98)                          | 236.6 (9.315)                         | 131.6 (5.181)                         | 48.8 (1.921)                          | 6.6 (0.26)                            | 1,274.8 (50.188)                      |
| 平均降雨日数                                                                     | 1.68                                  | 1.45                                  | 2.00                                  | 4.73                                  | 12.36                                 | 21.14                                 | 18.59                                 | 19.04                                 | 20.82                                 | 14.59                                 | 6.18                                  | 2.64                                  | 125.22                                |
| % 湿度                                                                           | 74.3                                  | 73.4                                  | 73.2                                  | 74.3                                  | 77.3                                  | 82.4                                  | 80.8                                  | 80.9                                  | 84.5                                  | 82.0                                  | 79.2                                  | 76.0                                  | 77.8                                  |
| 平均月間日照時間                                                                 | 248.4                                 | 236.2                                 | 245.6                                 | 237.9                                 | 184.4                                 | 155.3                                 | 183.4                                 | 191.8                                 | 159.0                                 | 178.0                                 | 211.7                                 | 209.2                                 | 2,440.9                               |
| 出典：Instituto Nacional de Sismologia, Vulcanologia, Meteorologia, e Hidrologia |                                       |                                       |                                       |                                       |                                       |                                       |                                       |                                       |                                       |                                       |                                       |                                       |                                       |

## 交通

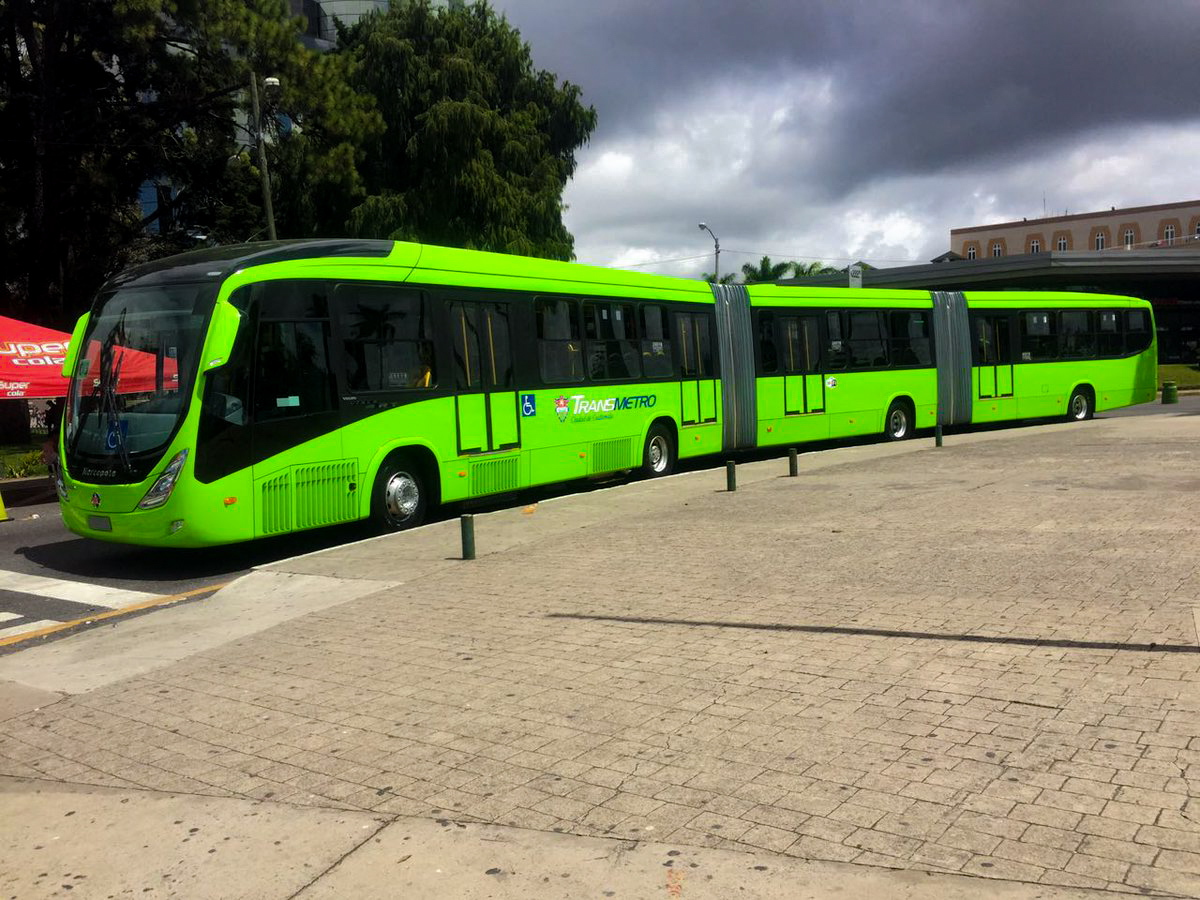
トランスメトロ

### 航空
- ラ・アウロラ国際空港 : グアテマラへの表玄関となる国際空港。市の中心部から約7キロ南の新市街 (Zona13) に位置する。IATAコードはGUA。

### 市内交通
- トランスメトロ : 交通局の運営するバス・ラピッド・トランジット。その他にも市バスが運行している。

### 鉄道
- FVG（Ferrovías Guatemala、グアテマラ鉄道）: RDC（Railroad Development Corporation、鉄道開発会社）の子会社。2007年に運行を停止して以降、現在は旅客、貨物共に鉄道運行は無い。

## 姉妹都市
| - スペイン・マドリード - スペイン・サンタ・クルス・デ・テネリフェ - プエルトリコ・サンフアン - イスラエル・クファール・サバ - 台湾・台北 - ペルー・トルヒーリョ | - ホンジュラス・サン・ペドロ・スーラ - コロンビア・ボゴタ - パナマ・パナマシティ - エルサルバドル・サンサルバドル - メキシコ・メキシコシティ - ニカラグア・マナグア - ボリビア・ラパス |